# Institut des hautes études et de recherches islamiques Ahmed Baba

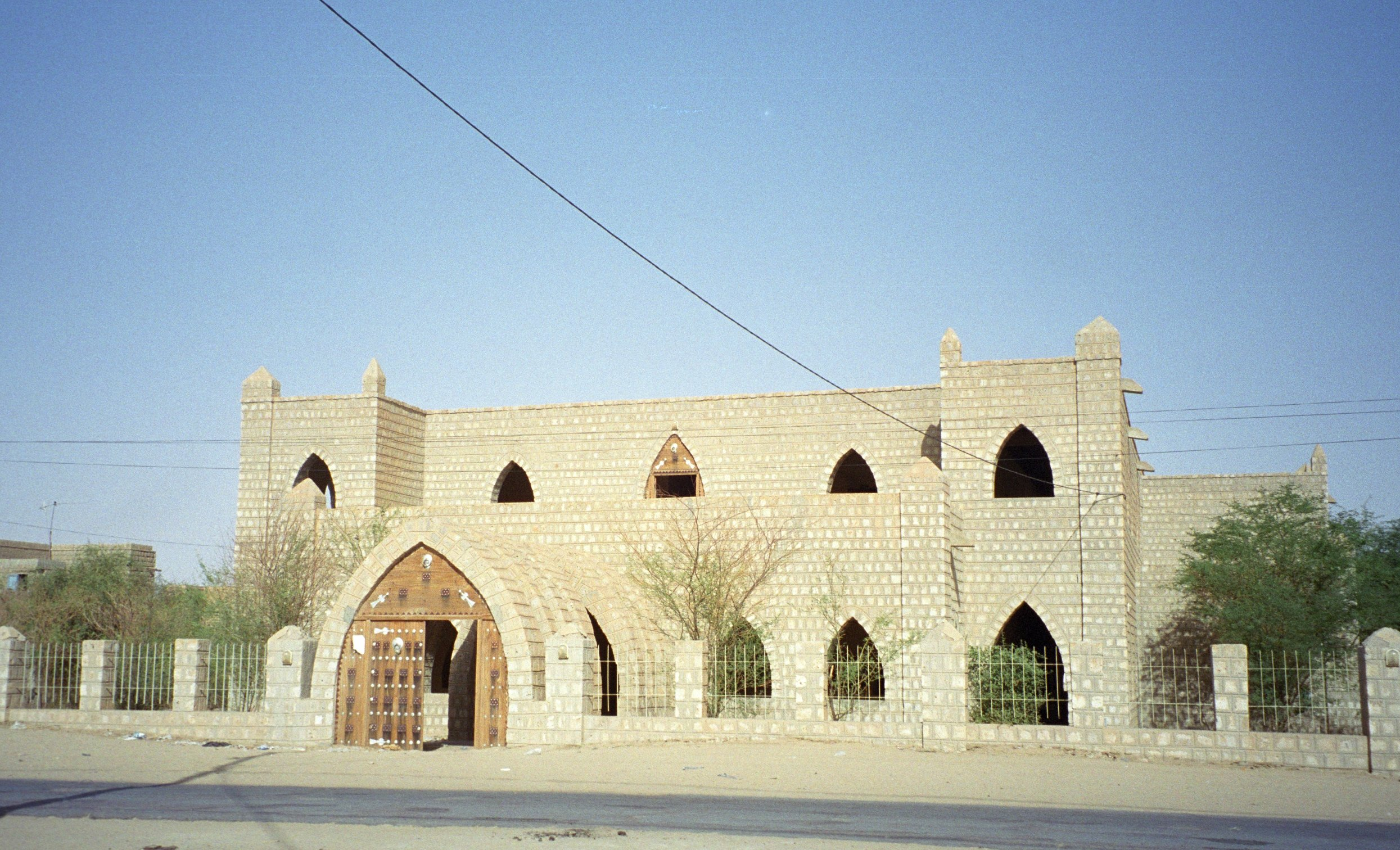
Altes Institutsgebäude 2001

Das Institut des hautes études et de recherches islamiques Ahmed Baba (kurz: IHERI-AB) ist ein islamisches Forschungszentrum und eine Bibliothek in der Republik Mali mit Sitz in der Oasenstadt Timbuktu. Es ist dem Ministerium für höhere Bildung in Bamako unterstellt.

## Geschichte

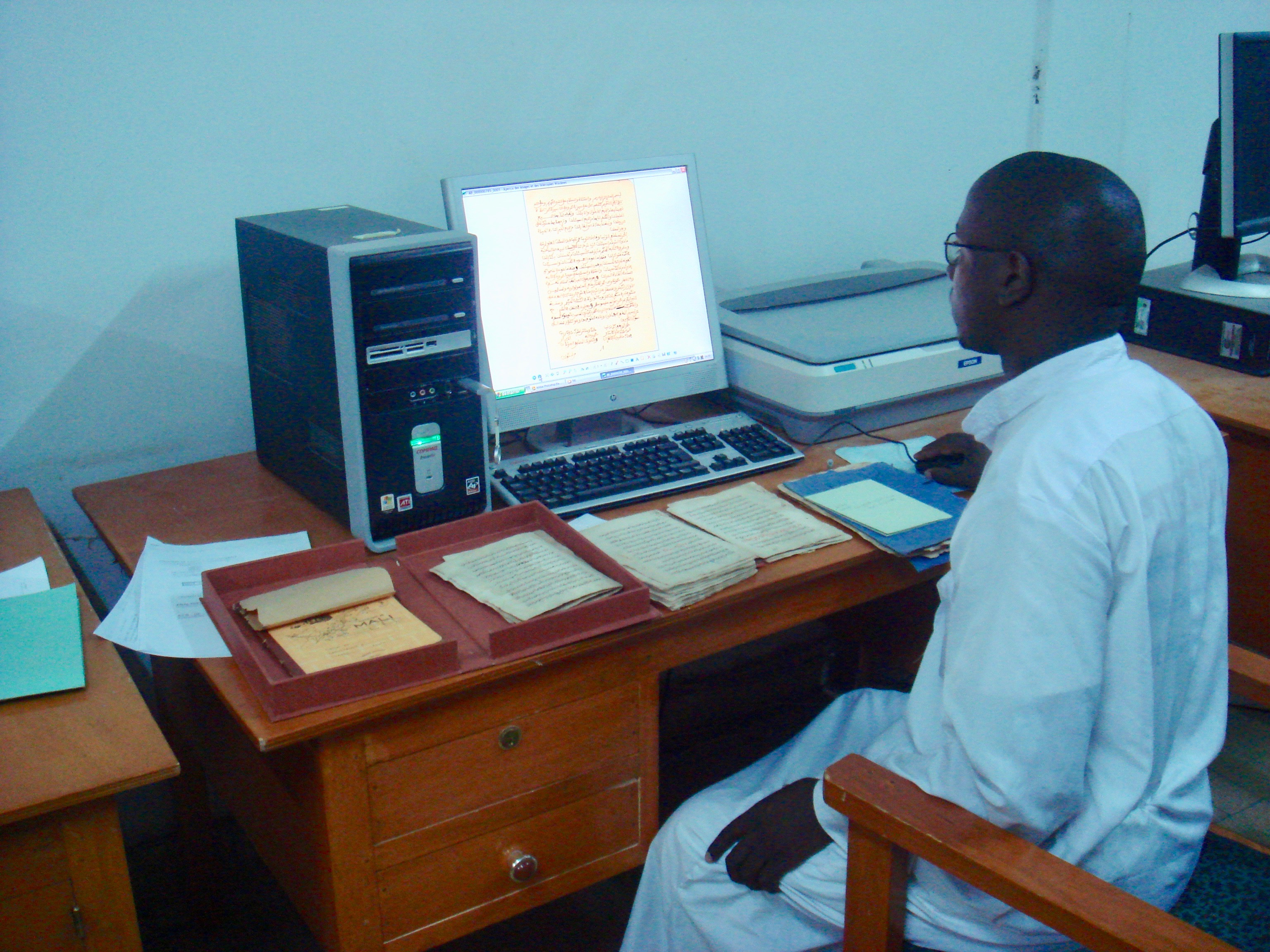
Institut Ahmed Baba, 2007

Das Zentrum wurde 1973 unter der Bezeichnung «Centre de documentation et de recherche Ahmed Baba» gegründet, mit der Finanzierung durch islamische Staaten, vor allem aus Kuwait. Es wurde nach dem 1627 verstorbenen Gelehrten Ahmad Baba al-Massufi benannt. Der gegenwärtige Direktor des Instituts ist Mohammed Gallah Dicko.
Das heutige Gebäude wurde von einem südafrikanischen Architekten im Auftrag Südafrikas entworfen und 2009 eröffnet. Die Baukosten wurden in Zeitungsberichten mit 5,8 Millionen Euro genannt. Es hat eine Fläche von rund 4600 m² und verfügt über eine Klimaanlage, die für die ordnungsgemäße Erhaltung der untergebrachten historischen Handschriften sorgt und eine Feuerlöschanlage. Ein weiteres Gebäude stammt aus den 1970er-Jahren. In einer hauseigenen Buchbinderei werden säurefreie Kartonschachteln hergestellt. Im Institut lagern rund 30.000 Handschriften. Eine noch größere Zahl von Manuskripten (schätzungsweise über 200.000) wird von Familien in Timbuktu bewahrt.
Ein Großteil der Handschriften stammt aus dem 13. bis 16. Jahrhundert (so beispielsweise aus den traditionellen Stadtmoscheen). Die meisten Handschriften sind in Arabisch verfasst, einige in lokalen Sprachen, wie Fulfulde, Songhai, Tamashek und Bamanankan, weitere in Türkisch und Hebräisch. Die nichtarabischen Texte verwenden mehrheitlich die arabische Schrift, sie werden als Adschami-Literatur bezeichnet. Sie beschreiben Themen der Medizin, Biologie, Mathematik, Alchimie, Astronomie, Poesie, Geschichte, Literatur und das islamische Recht. Das älteste datierte Dokument stammt aus dem Jahr 1204.

## Brandstiftung
Als französische Truppen am 28. Januar 2013 den Flughafen von Timbuktu einnahmen, legten die flüchtenden islamistischen Rebellen der Gruppe Ansar ad-Din, die ihrerseits die Institutsgebäude seit April 2012 vor Plünderungen geschützt hatten, Feuer in der Bibliothek. Mit der Digitalisierung der Handschriften, unterstützt durch die UNESCO, war erst einige Tage zuvor begonnen worden. Wie viele Dokumente in den drei Wochen bereits gescannt werden konnten, ist unbekannt, ebenso wie der Zustand der 4200 seither fehlenden Manuskripte. Zeitungsberichten zufolge hat die Mehrzahl der Manuskripte in 21 privaten Bibliotheken und Lagerräumen in der Hauptstadt Bamako überlebt. Verdeckt arbeitenden freiwilligen Helfern war es gelungen, mit Finanzierung der Niederlande und privater westlicher und arabischer Stiftungen, 2507 Kisten aus 32 Sammlungen zu evakuieren. Weitere Manuskripte überdauerten, von den Islamisten unbemerkt, im Keller des Instituts.